# Vrhovac
Vrhovac je naselje u Republici Hrvatskoj, u sastavu Grada Ozlja, Karlovačka županija. 
Nalazi se između obronaka Žumberačkog gorja i Pokupske doline, tako da krajolik obilježava brežuljkasti reljef.
Selo se nalazi na oko 200 metara nadmorske visine. Iz tog razloga Vrhovac ima drugu tradiciju vinarstva i voćarstva. Vrhovac također krasi i rijeka Kupa koja protječe kroz njega.

## Stanovništvo
Prema popisu stanovništva iz 2001. godine, naselje je imalo 372 stanovnika te 100 obiteljskih kućanstava.
| broj stanovnika | 275   | 367   | 378   | 377   | 458   | 477   | 430   | 490   | 491   | 530   | 480   | 424   | 419   | 478   | 372   | 354   | 307   |
|                 | 1857. | 1869. | 1880. | 1890. | 1900. | 1910. | 1921. | 1931. | 1948. | 1953. | 1961. | 1971. | 1981. | 1991. | 2001. | 2011. | 2021. |

## Poznate osobe
- Đuro Körbler, hrvatski klasični filolog i hrvatski akademik, jedan od utemeljitelja moderne hrvatske neolatinistike
- Stjepan Hadrović, svećenik, skladatelj, orguljaš i zborovođa.